# Rossella Falk

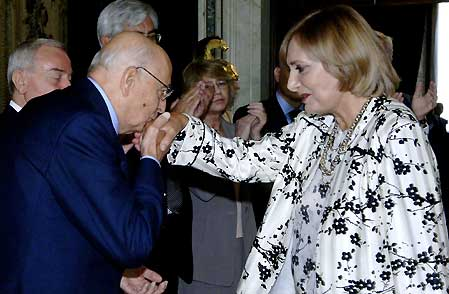
Rossella Falk con el presidente italiano en 2008.

Rossella Falk (Roma, 10 de noviembre de 1926 - ibídem, 5 de mayo de 2013) fue una actriz de cine y teatro italiana. Se la llamó "La Greta Garbo italiana".

## Biografía
Nacida como Rosa Antonia Falzacappa, estudió en la Accademia Nazionale d'Arte Drammatica, debutando en teatro en 1949. Perteneció entre 1951 y 1954 a la famosa compañía teatral de Rina Morelli-Paolo Stoppa, y luego al Piccolo Teatro di Milano. En 1955 entra en la Compagnia dei Giovani, junto a Romolo Valli y Giorgio De Lullo.
Se destacó en piezas de Tennessee Williams, Henrik Ibsen, Luigi Pirandello, Schiller, Chéjov dirigida por Luchino Visconti, Franco Zeffirelli, Orazio Costa, Giancarlo Cobelli, Giuseppe Patroni Griffi y Giorgio De Lullo
En 1971 filmó para la RAI una de sus más recordadas interpretaciones, La dama de las camelias de Alejandro Dumas
Fue amiga personal de Maria Callas, Jean Cocteau y Dirk Bogarde, dirigió por años el Teatro Eliseo de Roma con Umberto Orsini. Su último trabajo fue Vissi d'arte, vissi d'amore, un recital sobre Maria Callas, a la que ya en 1997 había interpretado en Masterclass.

## Filmografía
- Vento del sud de Franco Provenzale (1960)
- 8 e 1/2 de Federico Fellini (1964)
- Made in Italy de Nanni Loy (1965)
- Modesty Blaise de Joseph Losey (1966)
- Più tardi Claire, più tardi..., de Brunello Rondi (1968)
- Quando muore una stella de Robert Aldrich (1968)
- Alba pagana de Ugo Liberatore (1970)
- La tarantola dal ventre nero de Paolo Cavara (1971)
- Giornata nera per l'ariete di Luigi Bazzoni (1971)
- Sette orchidee macchiate di rosso de Umberto Lenzi (1972)
- L'assassino... è al telefono, regia de Alberto De Martino (1972)
- I giorni del commissario Ambrosio, de Sergio Corbucci (1988)
- Storie d'amore con i crampi de Pino Quartullo (1995)
- Non ho sonno de Dario Argento (2000)

## Teatro (parcial)
- Sei personaggi in cerca d'autore de Luigi Pirandello (1949)
- Un tram chiamato desiderio de Tennessee Williams (1950)
- Il seduttore de Diego Fabbri (1951)
- La locandiera de Carlo Goldoni (1953)
- Le tre sorelle di Anton Chejov (1955)
- La bugiarda de Diego Fabbri (1956)
- Il giuoco delle parti de Luigi Pirandello (1970)
- Trovarsi de Luigi Pirandello (1974)
- La signora dalle camelie de Alejandro Dumas (1976)
- Applause de Adolph Green y Betty Comden (1980)
- Maria Stuarda de Friedrich von Schiller (1982)
- L'aquila a due teste de Jean Cocteau (1984)
- La strana coppia de Neil Simon (1986)
- La dolce ala della giovinezza de Tennessee Williams (1989)
- I parenti terribili de Jean Cocteau (1991)
- Il treno del latte non si ferma più qui de Tennessee Williams (1993)
- Anima nera de Giuseppe Patroni Griffi (1996)
- Master Class de Terrence McNally (1997)
- Spettri de Henrik Ibsen (1998)
- La sera della prima de John Cromwell (2001)
- Vissi d'arte, vissi d'amore de Rossella Falk (2004-06)
- Improvvisamente l'estate scorsa de Tennessee Williams (2005)

## Prosa televisiva RAI
- 1961, Le donne di buon umore.